# Secor (Illinois)
Secor – wieś w Stanach Zjednoczonych, w stanie Illinois, w hrabstwie Woodford.